# Sonia Chocrón
Sonia Chocrón (sinh ngày 17 tháng 3 năm 1961 tại Caracas) là một nhà thơ, tiểu thuyết gia, nhà biên kịch và nhà viết kịch người Venezuela gốc Sephardic. Cô có liên quan đến nhà viết kịch người Venezuela Isaac Chocrón.
Sinh ra trong một gia đình Do Thái Tây Ban Nha, cô đã hoàn thành chương trình Giao tiếp xã hội tại Đại học Công giáo Andrés Bello. Năm 1982, cô tham gia Xưởng thơ của Trung tâm nghiên cứu Rómulo Gallegos về nghiên cứu Mỹ Latinh. Năm 1988, cô được chọn tham gia Hội thảo "Luận cứ hư cấu" do Gabriel García Márquez giảng dạy tại Trường Điện ảnh nằm ở San Antonio de los Baños, Cuba. Sau đó, cô tới Mexico được Viện hàn lâm giải thưởng Nobel mời thành lập Cục quay phim Gabriel García Márquez. Tác phẩm văn học của cô, cũng như các kịch bản của cô cho điện ảnh và truyền hình, đã trao giải thưởng và giải thưởng của cô ở cấp địa phương và quốc tế.

## Tác phẩm đã xuất bản
Các tác phẩm văn học của cô đã được xuất bản trong các bài tiểu luận và tuyển tập khác nhau ở Châu Âu, Châu Mỹ Latinh và Hoa Kỳ, và những quốc gia khác.
- Bruxa / Toledana. (2019). Thơ phú
- Muela / mol. (2015). Câu chuyện. (tiếng Anh) [4]
- Mary Poppins y otros poemas (2015). Thơ phú
- La Dama Oscarura (2014). cuốn tiểu thuyết
- Säbanas Negras (2013). cuốn tiểu thuyết
- Las Mujeres de Houdini (2012). Tiểu thuyết [5]
- Poesía Re-Unida (2010). Thơ phú
- La virgen del baño turco y otros cuentos falaces (2008). Câu chuyện
- Falsas apariencias (2004). Câu chuyện
- La buena hora (2002). Thơ phú
- Púrpura (1998). Thơ [6]
- Toledana (1992). Thơ [7][8]

### Kịch bản cho rạp chiếu phim và TV
- Kịch bản gốc cho bộ phim " Oro Diablo ". 2000.[9]
- Đồng tác giả cho bộ phim tài liệu "Chìa khóa bị mất". 2014.[10][11]

### Kịch bản cho nhà hát
- Ni un Pelo de Tontas. 2015 [12]
- La Reina y yo. 2015 [13]

## Giải thưởng nhận được
- Chung kết đầu tiên, Giải thưởng thơ của Fundarte, 1991.
- Chung kết đầu tiên, giải thưởng quốc tế về thơ ca của Jose Antonio Pérez Bonalde, 1996.[14]
- Đề cập đến danh dự cho bộ sưu tập các bài thơ La Buena Hora, Biên niên sử văn học Jose Rafael Pocaterra, 1996.
- Người chiến thắng, Cuộc thi kể chuyện thường niên của tờ báo El Nacional cho câu chuyện La Señora Hyde, 2000.[15]